# Купатило у јеврејској махали у Пироту
Купатило у јеврејској махали у Пироту је миквејско - обредно купатило, и  културно-историјски споменик солидно очуван, у близини некадашње Синагоге на простору Јеврејске махале. Настало је у осамнаестом или деветнаестом веку, у време друштвено-економских трансформација и периодичних осцилација напретка и посртања на капији Истока и Запада, у пограничног граду Пироту који је одувек био домаћин различитим народима.
Они који су долазили у Пирот добијали су прилику да започну један нови живот, а они који су их дочекивали, могућност да упознају једну нову културу и неке нове, можда, продуктивније погледе на свет и живот. Тако су Пироћанци, упознавајући се са једном новом културом и обредним обичајима, у свом граду пружили гостопримство и малобројној Јеврејској заједници, која се просперитетно развијала у некадашњој Јеврејској махали.
Када су у ноћи између 12. и 13. марта 1943. године бугарски фашистички окупатор насилно извели из кућа свих 178 Јевреја, пиротских житеља и предали их немачким нацистима, од тада је замро живот Јевреја у Пироту. Купатило је постепено почело да се урушава, као и многа јеврејска имовина јер се након депортовања у нацистички логор Треблинка нико није вратио.

## Положај
Јеврејско купатило се налази у Граду Пироту  у близини централног градског трга, у блоку који је оивичен Улицама српских владара, Лава Толстоја, јеврејском и војводе Степе, са којом је повезан пролазом кроз зграду у Улици српских владара бр. 30,  у гравитационом центру пиротског регионалног простора,  у Југоисточној Србији у Пиротском управном округу
Удаљено је 70 km од Ниша и 30 km од државне границе са Бугарском, на траси међународног путног коридора    Нишавски саобраћајни правац – деоница (Босна и Херцеговина) - Котроман - Пожега - Појате - Ниш - Градина - (Бугарска).

## Заштита локалитета
Данас купатило у јеврејској махали у Пироту у Улици јеврејској, представља евидентирано културно добро, које је у документацији Завода за заштиту споменика културе Ниш, малази у евиденционом листу бр. 1/2014 од 19. децембра .2014. године. Према садашњим проценама, ритуално јеврејско купатило Микве у Пироту потиче из 19. века, мада постоји могућност да је и старије. Налази се у центру града, у бившој јеврејској четврти, данашњој Јеврејској улици.
Током 2015. године, у оквиру пројекта нишког Завода за заштиту споменика културе реализоване су активности на архитектонском истраживању остатака купатила и прикупљању техничке документације и заштити локалитета. Након завршетка радова на терену и обраде података археолози су  прикупили и прегледали архивску грађу и дошли до:
- садржајног објашњења конструктивног и архитектонског склопа,
- намени објекта,
- прецизнијег одређивања периода градње и контекста у коме је настало и живело купатило,
- начина коришћења купатила,
- начина на који је објекат урушен, преправљан и очуван у одређеној мери.[3]

У сарадњи са Јеврејском заједницом општина Град Пирот, након спроведених истраживања, има намеру да овај објекат реконструише како би Пирот добио још један вредан споменик културе који ће уз назив улице (Јеврејска) и споменика подигнут пре неколико година, очувати успомену на пиротске Јевреје.

## Историја

### Предуслови
У прошлости, територија Пирота била је под сталним утицајем гравитационе снаге Ниша, Софије и других центара у његовом окружењу. Ниш је по забелешкама Евлије Челебија 1660. године имао „свега двестотнине дућана“, Пирот исто толико,
док је економска снага Софије била нешто јача 23.  Нишу, Софија и Пирот, пред крај турске владавине имали су највише становника. Па је тако око 18.000 становника имао Ниш, 9.500 Пирот, а око 21.000 становника Софија.
Након ослобођења југосисточне Србије од Османског царства, 1877. године и формирања нове границе, територијални утицај Пирота се знатно изменио, пошто се нашао унутар граница мале и привредно недовољно развијене Србије, а границом је прекинута комуникација са знатним деловима територије – Горњи Висок, Цариброд, Трн и Годеч, чиме је Пирот постао забачено место у близини границе. 

### Краћа историја Јевреја у Пироту
Пресудна година званичног насељавања Балканског полуострва Јеврејима је 1492. година односно 1496. по одобрењу султана Бајазита II. Велике групе Јевреја који су имали своје храмове били су насељени углавном у Једрену, Цариграду, Софији, Солуну и Београду.
Јевреји су у Пирот долазили са југа, из Софије и Цариграда. Први сачувани запис о постојању Јевреја у Пироту је од 4. јуна 1596. године, а ради се о судском протоколу јеврејског суда из Видина.
Тада су три Јеврејина из Софије и један чауш убијени и опљачкани на путу за Видин док су се налазили у околини града. Ова вест је стигла до јеврејског суда у Видину захваљујући јеврејском судији из Пирота.
Према сачуваном запису о улози дубровачких трговаца у развоју балканске трговине,  може се закључити да су пиротски Јевреји током 18. века  били значајни трговачки посрединци између дубровачких трговаца и локалног становништва.
Путописац и историограф из Хабзбуршке монархије, Герард Корнелијус Дриш  абележио је у свом дневнику 1718. године...
... да је Пирот насељен муслиманима, Расима, Грцима, Јеврејима и Јерменима. Трговали су међусобно а роба се састојала од хране и одеће.
Јевреји су се у Пироту прво насељавали у делу града званом Пазар, у коме је основана  Јеврејска оштина са око 20 породица.  Тијабара је била још увек мочвара неусловна за насељавање.
Према попису становништва из 1879. године, Пирот је имао 8.183 становника од којих је било 360 Јевреја.  Јевреји који су живели у Пироту били су Сефарди и говорили су шпански (јудео-шпански) језик који су староседеоци хришћани називали јеврејским.
Османлијско царство за време своје владавина дозволило је Јеврејима (18. век) да буду део њихових огранака власти са веома малим овлашћењима. Око 1872. године, када су Османлије установиле још једно надлештво беледие (које је бринуло о уређењу вароши) у његов састав укључиле су по једног представника сваке народности.  Османлије су одобриле Јеврејима да поседују своје винограде, њиве, ливаде, под условом да  уредно извршавају своје пореске обавезе (плаћају харач, десетек и вергију.)  У време Османске вцаревине пиротски Јевреји су углавном живели од сарафлука, док су неки од њих су продавали опанке и кириџијали.
Пиротски крај су ослобођени турске власти 16/28. децембра 1877. године али се Јевреји не помињу у том догађају.
Одмах сутрадан је наређено је да се направи провизорна болница па су изабране 4 турске и једна јеврејска кућа чији су власници побегли неколико дана раније. Власник ове јеврејске куће је био рабин Хаџи Маир који је оставио пуну кућу ствари и драгоцености. Није познато због чега је пребегао уочи доласка српске војске али се вратио јуна 1878. године, на основу сазнања да се помиње као члан скупштине Пирота.
Раздобље мира у Пироту, након вишевековног ропства под Османлијама,  нарушио је Српско—бугарски рат 1885. године.
Бугарски кнез Александар I Батенберг је одсео у Пироту где је изабрао гостионицу јеврејина Рабена кога су бугарски војници мучки тукли до крви јер није хтео да затвори своју кафану Код српског краља. Рабен је дошао до просјачког штапа јер су му Бугари покрали све што је имао у гостионици.
Бугарска војска је оставила пустош за собом, пљачкали су, силовали и убијали. Оскрнављене су не само цркве већ и џамије и синагоге. Младе Јеврејке су бежале у Бугарску сматрајући да их непријатељи неће тражити тамо.
Нису сви Јевреји били имућни у пиротском крају, много их је остало без кућа и дућана па су живели по изнајмљеним кућама и становима.
Пиротско начелство је извршило попис опорезоване главе у Пироту и округу пиротском које су плаћале порез за 1891. годину и ту је било места за 10 места које су заузимали јеврејски грађани.
Због предузимљивог духа и угледа, многи пиротски Јевреји су били укључени у разна оснивачка тела и управне органе фирми и друштва који су настајали крајем 19. и почетком 20. века.
Важна заједница која је живела у старијем делу Пирота – Пазару била је јеврејска заједница, која је имала утицај  на визуелну културу града, будући да су поједини објекти који су припадали члановима заједнице одиграли значајну улогу у прелазном периоду од османско-балканске вароши до српског града.

### Крај Јеверјске заједнице у Пироту
На почетку Другог светског рата, док још нису били угрожени, многи имућнији Јевреји помагали су своје суграђане Србе новчаним позајмицама, надајући се да ће то да им се врати после рата. Међутим  до тога није дошло, јер су пиротски Јевреји доживели исту судбину свих осталих сународника у Србији.
Бугарски окупатори су 12. и 13. марта 1943. године покупили су све Јевреје у Пироту (којих је тих дана било 178),  опљачкали им сву имовину и отерали  у Бугарску, и предали  Немцима, који су их пребацили у Аустрију и у нацистичким логорима све побили. Спасли су се само они који су се пре тога укључили у НОБ, или се склонили на неки други начин. И поре тога што су Бугари  у односу на Немце били у таквом положају да им нису морали предавати Јевреје, они су могућности да их спасу, заменили додворавањем Немцима.

## Верски живот Јеврејау Пироту
Није познато где се налазила прва синагога у Пироту, а на основу података из 16. века може се закључити да је синагога постојала у том периоду, односно да је верски и управни живот у Пироту већ био чврсто оформљен. Како Шабат Јеврејима није дозвољено да много
пешаче, синагога је вероватно била у Јеврејској махали. Првобитна синагога је била неприметна и скромних димензија тако да ни једном путописцу који је пролазио кроз Пирот није пробудила пажњу.
Последња позната синагога подигнута је око 1890. године, а срушена 1958. године. Она је пре рушења продата пиротској општини од стране  заступника Савеза јеврејских општина у Београду, а била је процењена на тадашњих 289.000,00 динара са укупном површином од 144,50 квадрата.
Осим синагоге, за  функционисање јеврејске заједнице били су потребни и други објекти.1057 Први објекат који је подизан у новом месту које би заједница населила јесу ритуална купатила микве.1058 На простору Јеврејске махале сачувано је купатило за које се дуго мислило да је било намењено ритуалним обредима Јевреја. Међутим, истраживања су показала да је ово купатило заправо купатило које је било саставни део Мустафа-агиног конака о коме је било речи у првом поглављу на тему хамама. Будући да је конак порушен, а да је купатило остало сачувано и да се физички налази на простору Јеврејске мале, постоји могућност да је након што је изгубило функцију амамџика постало јавно купатило у коме су Јевреји могли да испуне своје ритуалне дужности кроз прање живом водом.
За функционисање јеврејске заједнице од велике важности су били верски објекти. Један од таквих примарних објеката јесте обредно купатило микве, јер према јеврејским прописима оно је први објекат који се гради у новој заједници и има далеко већи значај од изградње синагоге.
Микве представља простор испуњен чистом водом која треба да омогући да се ритуално нечиста особа, зароњавањем у ту чисту воду, ритуално очисти. Рабини су наглашавали да се за микве користи само она вода која претходно није била ни у каквом суду.
„На први поглед микве личи на мали базен за пливање, директно укопан у земљу. Минимална количина воде у базену је око 900 литара. Вода је обично до висине груди, док је микве довољно велико да у њега комотно може да стане неколико људи. Ради лакшег приступа постоје степенице које се спуштају у водумикве. На једномзидубазена, непосредно испод површине воде, налази се мала рупа, односно отвор. Насупрот њему је покретни поклопац који покривамали одвојени базен испуњен кишницом. Овај базен се пуни кишницом искључиво природним путем а под одређеним условима се може користити изворска вода или отопљени снег.“

Истраживањем локалитета није тачно утврђено да ли су купатило користили Јевреји за своје потребе, с обзиром да су у неким варошима и Јевреји и Турци користили иста купатила, и/или су Јевреји за своје потребе прилагодили ово купатило.  На ову дилему указују подаци који су везани за постојање још једног јеврејског купатила у Пироту.
Анкетирани мештани током истраживања  се сећају мањег објекта у дворишту синагоге („у виду шупе“), Костић Мирољуб (1931); Бане Радовановић (1938) прича како је често пролазио поред овог купатила јер му је рабин овдашњи давао кључ од синагоге да ујутру гаси светло у њој. Он каже да је то купатило било у шупи, као и да су Јевреји имали своје просторије у истом дворишту у којима су се окупљали у слободно време а исти податак даје и Жени Лебл, која наводи...да се у дворишту Кала налазило мало ритуално купатило - Микве“.
  Није  познато да ли је то иста просторија у којој се обављало ритуално купање мртваца, и коју такође помиње Жени Лебл  у књизи Јевреји у Пироту, у оквиру дворишта синагоге.
Постојање овог купатила нађено је  и на  катастарској карти Пирота коју су урадили Бугари 1943. године. На њој се види да је комплекс јеврејских зграда, одвојен зидовима од осталих зграда, постојао иза данашње зграде поште и прилично је удаљен од данашње зграде познате као Јеврејско купатило.

## Истраживање локалитета
Истраживањем локалитета дефинисани су зидови две просторије у темељима, северно од очуваног дела објекта (централне просторије). Њихови подови израђени су од већих камених плоча као и делова поломљених мермерних плочаи пуних опека димензија 25 х 12 х 6,5 цм и представљају касније фазе градње. Неке од мермерних сполија које су коришћене за поплочавање у примарној употреби су биле зидне облоге на делу чесама, вероватно у централној просторији.  Темељи зидова рађени су од ломљеног камена и плоча променљивих димензија(од 30 до 60 цм). Зидови су рађени су од пуних опека дим 30 х 15 х 6,5 цм, у два реда, тако да је дебљина зида 30 цм.
Приликом ископа око неких делова зидова са унутрашње стране откривени су слојеви који указују на велики пожар, који је у једном тренутку захватио овај објекат. Како су се трагови пожара појавили испод констатованих подова намеће се логичан закључак да је објекат највероватније био обновљен непосредно после њега, а да су за поплочавање највећим делом коришћене камене плоче претходних подова као и затечени материјал - мермерне плоче са зидних облога и пуна опека.
Просторија I северно од централне просторије била је димензија 6,92 х 3,92 м и вероватно је коришћена као простор за одлагање гардеробе.
Северни зид био је у угловима фланкиран са по два стуба, највероватније дрвена с обзиром да су приликом чишћења овог зида откривене две камене стопе - ћулсије за стубове.
Западно уз ову просторију позиционирана је још једна просторија димензија 5,43 х 4,33 м, која је могла имати сличну функцију као и просторија I. Њихово темељење урађено је након пожара тако да се не зна  да ли су постојале и у изворном облику.
Са спољне стране западног зида централне просторије у нивоу дна спољњег ложишта откривено је поплочање од облутака по угледу на калдрму. Претпоставља се да је истражени простор имао нижу коту пода од калдрме од самог почетка коришћења објекта, а у сврху бољег функционисања ложишта. На истом зиду са спољне стране уграђена је ниша у облику лавабоа у коју се уливала вода за потребе резервоара унутар купатила.
Уз севепозападни угао са спољне стране откривен је систем канализације са керамичким цевима за одвод отпадних вода. Унутар габарита ових просторија није пронађена специфична ритуалну када за микве која би морала да буде обавезни део објекта ако се ради о јеврејском купатилу. У сваком случају централна просторија представља купатило из турског времена каква су поседовали богатији појединци. Оно је могло бити у употреби и у време када је у овом делу града становала јеврејска популација, али не обавезно и као ритуално.

## Микролокација грађевине
На основу архивске документације, Катастра непокретности Пирот (бугарски карнет бр. 249 и бр. 250 из 1944. године и скица премера из 1953. године број 184) могуће је закључити неке појединости о историјским променама овог краја. На простору јеврејске махале, на парцели на којој се данас налази Зграда поште била је уцртана грађевина са обележеном Давидовом звездом која представља некадашњу Синагогу, а сама катастарска парцела уписана је као власништво Савеза јеврејских општина.
Купатило се налазило се на плацу некадашњег Мустафа-агиног конака, Овај конак је  касније откупио Аранђел Јовановић, Трнски) површине од скоро једног хектара. Плац се простирао од  данашње кафане „Србија“ до улице Лава Толстоја и Јеврејске, и заузимао је читав кварт. Осим главног објекта, конака, у дворишту су се налазили и следећи објекти: 
- мали конак,
- амбар за жито и кукуруз,
- две штале за коње,
- шупа за смештај кола и алата,
- хамам,
- бунар са каменим коритом и леденица.

Улази у велико двориште конака били су из главне улице. Уз наведени хамам налазио се још један бунар чија се вода загревала за његове потребе.
Фотије Станојевић пише..... да се из приземља конака малим ходником ишло у хамам који је био сав од белог мермера, без каде, са три мала камена корита и тушем. Прљава вода се одводила укопаним земљаним цевима, што је и потврђено налазима откривеним, приликом постављања водоводне мреже у Јеврејској улици 1964. године, када су на дубини од 1,30 м пронађене земљане цеви старог водовода који се пружао целом дужином улице. Паралелно са цевима откопан је и дебео зид од бигра, а на саставу Улица Војводе Степе и Јеврејске пронађени су остаци свода моста.
Турци су системом земљаних цеви спровели воду кроз главне улице у Пироту, помоћу којих су се водом напајала купатила, шадрвани и велики број чесама. Такође су копали и велики број бунара, тако да је скоро свако турско двориште имало свој бунар.

## Архитектонске карактеристике грађевине
Према спроведеним истраживањима данашњи остаци рушевине познати као јеврејско купатило, заправо су остаци некадашњег турског купатила - хамама, који је припадао Мустафа-агином конаку, који је   1885. године страдао у пожару,. Када изгорео и сам конак,  његови остаци били видљиви и тридесетих година прошлог века (Живановић, 1933).  Главни улаз у овај комплекс био је из улице Војводе Степе. Уз купатило су се налазиле и чесме, којих је судећи према катастарској карти било три с једне стране и две с друге стране зида, а у дворишту је испред купатила постојао и ђерам. У Записнику из 1958. године осим зграде синагоге и рабинове куће помињу се дворишне зграде и шупа у „доста лошем стању“ од мешовитог материјала покривене ћерамидом. Ова грађевина је изграђена када и остале зграде око синагоге, у првој половини XX века, а срушена 1958. године.
Димензије и зидови објекта
Спољашње димензије централне просторије купатила у Јеврејској махали и уједно једине очуване, износе 3,57 х 3,99 m, а грађена је у зиданом систему, од опеке.
Дебљине зидова су различите због архитектонских захтева које је овакав тип објекта требало да задовољи:
- североисточни зид и предњи је дебљине 41 cm,
- бочни зидови су дебљине 52 cm, јер су садржали и систем канала зидног грејања, *  југоисточни зид је дебљине 94 cm, пошто су у оквиру ове масе интегрисани и резервоари за воду.

Кровна конструкција
Грађевина је препокривена куполом од опеке, са тромпама у угловима, која садржи осам кружних отвора на врху за пролаз водене паре. 
Фасада
На северозападној фасади налази се засведени отвор за улазна врата, димезија 64 х 189 cm, као и два засведена отвора за прозоре димензија 36 х 64 cm (већих димензија 36 х 91 cm), али су у неком тренутку на њима извршене претрпавке, током којих су пажљиво зазидани и завршно обрађени малтером.
На фасади је видљив канал нестручно озидан опеком, у којем је пронађен велики број стаклених бочица за парфеме, етерична уља и слично.
Објекат је имао профилисани венац на око 2,71 m висине од тла, који је ишао по обиму грађевине. Непосредно испод профилисаног венца, такође по обиму, налази се отвор у коме је била постављена сантрачна греда, што је и потврђено остацима дрвене грађе у овим отворима. Уграђена греда се налазила у зиду, док је њено спољашње лице било обложено (затворено) керамичким елементима димензија 25 x 12 x 4 cm
Подно грејање
Евидентно је објекат грађен наменски као купатило, и поседује карактеристични систем за подно и зидно грејање, са ложиштем и резервоарима за хладну и топлу воду, која се дистрибуирала даље ка точећим местима. Систем подног грејања представља класични систем са хипокаустима, и састоји се од, опеком озиданих стубића, постављених на одређеном размаку, висине 60 cm. Преко стубића постављене су неправилне камене плоче, од цепаног камена заливене слојем водонепропусне малтерне подлоге, преко које је могуће уочити још један слој малтера у који су постављене правилно обрађене беле мермерне плоче дебљине 4 cm, различитих димензија. 
Систем зидног грејања
Систем зидног грејања изведен је у оквиру дебљине зидне масе и састоји се од отвора (канала) у зидним масама североисточног и југозападног зида, лево и десно од ниша у зиду. У отворима зидног грејања на одеђеном растојању узидане су опеке димензија 6 х 12 cm, које из масе зида излазе за 18 cm. Опеке су постављене у „цик-цак“ са хоризонталним растојањем између 20 – 22 cm и вертикалним од око 15 сm. Ове опеке представљају носаче за опекарске плочице димензија 23 x 13 cm, 14 x 13 cm и 8 x 13 cm и дебљине 3 cm, које су постављане преко отвора, а на које је даље, класичним техникама, малтер директно наношен са свим слојевима као и на осталим деловима зидних површина.
У каснијем периоду живота објекта, његова првобитна намена је поништена и занемарена. Уочавају се нестручне интервенције, зазидавање отвора зидног система за грејање опеком и непеченом циглом и малтерисање блатним малтером са додатком сламе. Такође, разидан је један зид резервоара, чиме је поред система за грејање, у потпуности поништен и систем за дистрибуцију воде. 
Резервоари за води
У југоисточном зиду објекта налазе се два резервоара за воду и мала ниша на спољашњој страни југозападног зида за прихватање и дистрибуцију воде. Ниша на спољашњем југозападном зиду налази се у непосредној близини бунара. Вода се из бунара уливала у нишу из које се даље пребацивала у први резервоар узидан у масу југоисточног зида, и даље до другог резервоара у средишњем делу југоисточног зида, где се и грејала. Резервоари су функционисали по принципу спојених судова. На зиду испред резервоара са водом која се грејала уграђена је декоративно обрађена мермерна плоча, димензија 169 x 70 cm и дебљине 5 cm. Мермерна плоча у горњој половини има отвор елипсастог облика на коме су се налазила вратанца. На 17 cm од дна плоче налазе се два точећа места. На основу лучне конструкције у зиду која је видљива на југоисточној фасади објекта, предпоставља се да се испод овог резервоара налази ложиште. 
Систем за прикупљање кишнице
Још један део система, који није до краја објашњен представља систем канала од керамичких цеви, које су уграђене у куполасту конструкцију и зидове објекта и за које се претпоставља да су служиле за прикупљање кишнице. Керамичке цеви уграђене су у куполу изнад улазних врата, као и у десном доњем углу северозападне фасаде, уз сам зид, и даље укопане у тло, са скретањем у правцу југа, пратећи правац југозападне фасаде.